# Trends in Biochemical Sciences
Trends in Biochemical Sciences (abrégé en Trends Biochem. Sci.) est une revue scientifique à comité de lecture qui publie des articles de revue spécialisés dans tous les aspects de la recherche concernant la biochimie.
D'après le Journal Citation Reports, le facteur d'impact de ce journal était de 11,227 en 2014. Actuellement, la direction de publication est assurée par Sara Cullinan.